# يوتاكا ميزوتاني
يوتاكا ميزوتاني (باليابانية: 水谷豊) هو مغني وممثل ياباني، ولد في 14 يوليو 1952 في اليابان.

## ترشيحات
- Japan Academy Film Prize for Outstanding Performance by an Actor in a Leading Role [الإنجليزية]‏ (1982)

## وصلات خارجية
- يوتاكا ميزوتاني على موقع IMDb (الإنجليزية)
- يوتاكا ميزوتاني على موقع ميوزك برينز (الإنجليزية)
- يوتاكا ميزوتاني على موقع ديسكوغز (الإنجليزية)
- يوتاكا ميزوتاني على موقع قاعدة بيانات الفيلم (الإنجليزية)